# Jon Vitti
Jon Vitti (n. 1956) este un scenarist american cunoscut pentru contribuțiile sale la serialul de televiziune Familia Simpson. De asemenea, acesta a scris scenarii pentru serialele King of the Hill⁠(d), The Critic⁠(d) și La birou, respectiv pentru lungmetraje precum Epoca de gheață (2002), Roboți (2005), Alvin și veverițele (2007), Horton Hears a Who! (2008), Alvin și veverițele 2 și Angry Birds (2016). Vitti este unul dintre cei unsprezece scriitori ai filmului Familia Simpson.

## Cariera
Vitti este absolvent al Universității Harvard, unde a fost președinte al revistei de umor The Harvard Lampoon⁠(d) împreună cu Mike Reiss. Înainte să ajungă în echipa de scenariști ai Familiei Simpson, a lucrat o perioadă scurtă pentru Saturday Night Live, caracterizând experiența sa acolo drept „un an foarte nefericit”. A părăsit Familia Simpson în sezonul patru, Vitti a ajuns scenarist al serialului HBO The Larry Sanders Show⁠(d). Acesta a fost scris materiale și pentru The Office.
Este al cincilea cel mai important scenarist al Familiei Simpson. Cele 25 de episoade scrise îl plasează după John Swartzwelder (59 de episoade), John Frink (33 de episoade), Tim Long⁠(d) (30 de episoade) și Matt Selman (29 de episoade).
Vitti a scris și sub pseudonimul Penny Wise. Acesta a folosit pseudonimul pentru episoadele „Another Simpsons Clip Show⁠(d)” și „The Simpsons 138th Episode Spectacular⁠(d)”, deoarece nu își dorea să fie menționat ca autor al unui clip show⁠(d). Cu toate acestea, numele său apare în episodul „So It's Come to This: A Simpsons Clip Show⁠(d)”.
În episodul „The Front⁠(d)” din sezonul patru, o caricatură a scenaristului este concediată de I&S Studios din cauza unor episoade mediocre și este lovită cu o placă de metal de către Roger Meyers, șeful său.

## Viața personală
Ann, soția sa, este sora lui George Meyer⁠(d), scenarist pentru Familia Simpson Este un văr îndepărtat al lui Gary Vitti, antrenor la Los Angeles Lakers, al autorului Jim Vitti și al actorului Michael Dante⁠(d).

## Filmografie

### Familia Simpson
- „Bart the Genius" (1990)
- „Homer's Night Out" (1990)
- „The Crepes of Wrath" (cu George Meyer, Sam Simon și John Swartzwelder) (1990)
- „Simpson and Delilah" (1990)
- „Bart's Dog Gets an "F"" (1991)
- „Lisa's Substitute" (1991)
- „When Flanders Failed" (1991)
- „Burns Verkaufen der Kraftwerk" (1991)
- „Radio Bart" (1992)
- „Bart the Lover" (1992)
- „Black Widower" (scenariu de televiziune) (1992)
- „Treehouse of Horror III" (cu Al Jean, Mike Reiss, Jay Kogen, Wallace Wolodarsky și Sam Simon) (1992)
- „Mr. Plow" (1992)
- „Brother from the Same Planet" (1993)
- „So It's Come to This: A Simpsons Clip Show" (1993)
- „Cape Feare" (1993)
- „Another Simpsons Clip Show" (menționat Penny Wise) (1994)
- „Home Sweet Homediddly-Dum-Doodily" (1995)
- „The Simpsons 138th Episode Spectacular" (menționat Penny Wise) (1995)
- „The Old Man and the Key" (2002)
- „Weekend at Burnsie's" (2002)
- „Little Girl in the Big Ten" (2002)
- „Marge vs. Singles, Seniors, Childless Couples and Teens, and Gays" (2004)
- „Simple Simpson" (2004)
- „Sleeping with the Enemy" (2004)

### The Larry Sanders Show
- „Jeannie's Visit”
- „Hank's Sex Tape”
- „Larry's Sitcom” (scenariu de televiziune cu John Riggi)
- „Everybody Loves Larry”
- „Make a Wish”

### The Critic
- „Dr Jay”
- „Siskel & Ebert & Jay & Alice”
- „I Can't Believe It's a Clip Show”

### King of the Hill
- „Jon Vitti Presents: 'Return To La Grunta'”
- „Dog Dale Afternoon”
- „Rodeo Days”
- „Hank's Bad Hair Day”
- „Hank's Choice”

### The Office
- „Viewing Party”
- „Garage Sale”

### Filme
- Ice Age (2002) (consultant)
- Robots (2005) (consultant)
- Familia Simpson (2007) (scenarist)
- Alvin and the Chipmunks (2007) (scenarist)
- Horton Hears a Who! (2008) (consultant)
- Alvin and the Chipmunks: The Squeakquel (2009) (scriitor)
- The Angry Birds Movie (2016) (scenarist)[9]